# Mapa wielkoskalowa
Mapa wielkoskalowa – opracowanie kartograficzne w wielkich skalach, np. 1:500, 1:1 000, 1:2 000 niekiedy 1: 5 000. Mapa wielkoskalowa jest mapą niewielkiego obszaru np. regionu lub miasta. 